# HV Hurry-Up
Hurry-Up (sponsornaam: Drenth Groep/Hurry-Up) is een Nederlandse handbalvereniging uit Zwartemeer in Drenthe.

## Geschiedenis
Hurry-Up werd op 24 juni 1954 opgericht. In de beginjaren kende de vereniging vooral grote successen aan de dameskant. Met als hoogtepunt het spelen in de hoofdklasse (huidige eredivisie). De heren stonden lange tijd in de schaduw van de succesvolle damesafdeling van de club. Eind jaren zeventig kwam hier verandering in en het herenteam maakte zelfs zijn intrede in de eerste divisie. In 1984 degradeerde Hurry-Up uit de eerste divisie. Pas in 1995 bereikt het herenteam weer de eerste divisie, waar het in het begin niet zo'n stabiele factor is. In 2006 wint het herenteam het beslissingsduel tegen White Demons en promoveerde voor het eerste naar de eredivisie. Langerzamerhand volgde er meer successen, met als hoogtepunt de winst van de nationale beker in 2011 en het halen van de halve finale van de EHF Challenge Cup in 2017. Ook werd de BENE-League bereikt.
In het seizoen 2020/2021, speelt het eerste team van de heren in de BENE-League en het eerste team van de dames in de regionale eerste klasse.

## Selectie 2020/21
| Nr.          | Naam                | Nationaliteit | Geboortedatum | Vorige club    |
| ------------ | ------------------- | ------------- | ------------- | -------------- |
| Keepers      |                     |               |               |                |
| 2            | Sven Hemmers        | Nederland     | 14-06-1988    | Tachos         |
| 22           | Senn Rijsdijk       | Nederland     | 06-10-2003    | Eigen jeugd    |
| 32           | Boris Tot           | Kroatië       | 12-08-1997    | HC Brück       |
| Hoekspeler   |                     |               |               |                |
| 4            | Harm Meijer         | Nederland     | 01-09-2000    | Unitas         |
| 28           | Sverre Jansen       | Nederland     | 28-07-1999    | Tongeren       |
| 92           | Kevin Bos           | Nederland     | 13-01-1992    | ?              |
| 96           | René Jaspers        | Nederland     | 16-10-1996    | E&O            |
| Opbouwspeler |                     |               |               |                |
| 5            | Ronald Suelmann     | Nederland     | 27-02-1990    | Eigen jeugd    |
| 6            | Noah van Wieringen  | Nederland     | 28-03-2000    | Volendam       |
| 7            | Ulisses Ribeiro     | Portugal      | 01-03-1991    | Madeira SAD    |
| 11           | Sander Bos          | Nederland     | 22-05-2002    | Eigen jeugd    |
| 13           | Tiago Azenha Filipe | Portugal      | 20-12-1993    | Sporting Horta |
| 34           | Ruben Fiege         | Nederland     | 09-02-1993    | E&O            |
| 55           | Petar Puljic        | Kroatië       | 07-05-1993    | Rudan Labin    |
| Cirkelspeler |                     |               |               |                |
| 10           | Sjoerd Boonstra     | Nederland     | 12-01-1994    | E&O            |
| 23           | Bernie Vermeer      | Nederland     | 02-07-1996    | Quintus        |
| 79           | Dragan Vrgoc        | Kroatië       | 23-05-1991    | Göztepe SK     |

Technische staf
| Functie         | Naam                   | Nationaliteit | Geboortedatum |
| --------------- | ---------------------- | ------------- | ------------- |
| Hoofdtrainer    | Joop Fiege             | Nederland     | 23-07-1962    |
| Assistent-coach | Manuel Kremer          | Nederland     | 29-08-1972    |
| Teambegeleider  | John de Jonge          | Nederland     | 22-06-1971    |
| Fysiotherapeut  | Maurice van der Scheer | Nederland     | 13-10-1981    |

## Lijst van trainers
- 0000–2010:  Peter Janssen
- 2010–2012:  Joop Fiege
- 2012–2013:   Rob Fiege
- 0000–2013:  Lars Hoogeveen (a.i.)
- 2013–2014:  Peter Janssen
- 2014–2016:  Joop Fiege
- 2016–2018:  Martin Vlijm
- 2018–2019:  Manuël Kremer &  Tim Remer
- 2019–2023:  Joop Fiege
- 2023–heden:  Sven Hemmes

## Resultaten
Heren (1995 - heden)
- 1995 10e
Eerste divisie A
- 1996 10e
Eerste divisie A
- 1997 12e
Eerste divisie A
- 1998
- 1999
- 2000
- 2001 10e
Eerste divisie A
- 2002 9e
Eerste divisie A
- 2003 1e
Hoofdklasse A
- 2004 11e
Eerste divisie
- 2005 5e
Eerste divisie
- 2006 2e
Eerste divisie
- 2007 12e
Eredivisie
- 2008 2e
Eerste divisie
- 2009 1e
Eerste divisie
- 2010 8e
Eredivisie
- 2011 6e
Eredivisie
- 2012 4e
Eredivisie
- 2013 4e
Eredivisie
- 2014 6e
Eredivisie
- 2015 5e
Eredivisie
- 2016 3e
Eredivisie
- 2017 3e
Eredivisie
- 2018 5e
Eredivisie
- 2019 5e
Eredivisie
- 2020 3e
Eredivisie
- 2021 4e
HandbalNL League
- 2022 5e
HandbalNL League
- 2023 4e
HandbalNL League

- HandbalNL League
- Eredivisie
- Eerste divisie
- Tweede divisie

## Europees handbal
| Seizoen | Competitie       | Ronde | Land                 | Club                   | Totaalscore | 1e W    | 2e W    |
| ------- | ---------------- | ----- | -------------------- | ---------------------- | ----------- | ------- | ------- |
| 2011/12 | Cup Winners’ Cup | 3R    | Vlag van Zwitserland | BSV Bern Muri          | 66 - 58     | 38 - 27 | 28 - 31 |
| 2013/14 | Challenge Cup    | 3R    | Vlag van Turkije     | Nilüfer BK             | 63 - 60     | 32 - 27 | 31 - 33 |
| 2015/16 | Challenge Cup    | 2R    | Vlag van Luxemburg   | HC Berchem             | 59 - *59    | 32 - 30 | 27 - 29 |
| 2016/17 | Challenge Cup    | 3R    | Vlag van Turkije     | Göztepe SK             | 47 - 48     | 22 - 20 | 25 - 28 |
| 2016/17 | Challenge Cup    | 8F    | Vlag van Slowakije   | MSK Povazska Bystrica  | 49 - 51     | 30 - 19 | 19 - 32 |
| 2016/17 | Challenge Cup    | KF    | Vlag van Slowakije   | HKM Sala               | 66 - 56     | 28 - 24 | 38 - 32 |
| 2016/17 | Challenge Cup    | HF    | Vlag van Portugal    | Sporting CP            | 41 - 61     | 27 - 32 | 14 - 37 |
| 2018/19 | Challenge Cup    | 2R    | Vlag van Moldavië    | HC Olimpus-85-USEFS    | 37 - 72     | 16 - 30 | 21 - 42 |
| 2018/19 | Challenge Cup    | 3R    | Vlag van Portugal    | AM Madeira Andebol SAD | 49 - 69     | 21 - 37 | 28 - 32 |
| 2019/20 | Challenge Cup    | 3R    | Vlag van Zweden      | Alingsas HK            | 47 - 69     | 21 - 32 | 26 - 37 |
| 2021/22 | European Cup     | 1R    | Vlag van Turkije     | Beykoz S.K.D.          | 56 - 62     | 33 - 30 | 23 - 32 |
| 2022/23 | European Cup     | 1R    | Vlag van Luxemburg   | HC Berchem             | 56 - 61     | 30 - 32 | 26 - 29 |
| 2022/23 | European Cup     | 2R    | Vlag van Griekenland | AEK Athene             | 60 - 47     | 35 - 30 | 25 - 17 |

- * - Naar volgende ronde door uit goals.

## Naamsponsoren
Hurry-Up wordt gesponsord door verschillende sponsoren.
| Periode      | Kledingsponsor | Shirtsponsor    |
| ------------ | -------------- | --------------- |
| 0000 - 2007  | Hummel         | Huizenplaats.nl |
| 2007 - 2010  | Hummel         | Mannak          |
| 2010 - 2013  | Hummel         | Kremer          |
| 2013 - 2018  | Erima          | JMS             |
| 2018 - 2022  | Kempa          | JD Techniek     |
| 2022 - heden | Kempa          | Drenth Groep    |

## Erelijst (2003 tot heden)

### Heren
| Nationaal      |    |                  |
| Eredivisie     | 2x | 2014/15, 2015/16 |
| Bekerwinnaar   | 1x | 2010/11          |
| Eerste divisie | 2x | 2005/06, 2008/09 |
| Tweede divisie | 1x | 1981/82          |
| Hoofdklasse    | 1x | 2002/03          |

### Dames
| Nationaal     |    |         |
| Hoofdklasse A | 1x | 2009/10 |